# Остин Пендлтон
Остин Кембел Пендлтон (енгл. Austin Campbell Pendleton;  Ворен, 27. марта 1940) амерички је позоришни, филмски и ТВ глумац, драмски писац и редитељ.
Појавио се у филмовима Квака 22 (1970), Што те тата пушта саму? (1972), Лопов који је дошао на вечеру (1973), Мапетовци (1979), Кратак спој (1986), Мој рођак Вини (1992), Блистави ум (2001), У потрази за Немом (2003), Вол стрит: Новац никад не спава  (2010), као и у ТВ серијама Одељење за убиства (1998—1999), Западно крило (2000), Оз (1998—2002) и Ред и закон: Одељење за специјалне жртве (2003).